# NGC 922

NGC 922

إن جي سي 922 (بالإنجليزية: NGC 922)‏ التي يرمز لها بالرمز NGC 922، هي مجرة، في كوكبة الكور.

## الاكتشاف
اكتشفت في 17 نوفمبر 1784.